# الاتحاد الشعبي الجمهوري
الاتحاد الشعبي الجمهوري هو حزب سياسي تونسي أسسه لطفي المرايحي في 2011.

## مشاركته في الانتخابات
شارك الاتحاد الشعبي الجمهوري في الانتخابات البلدية 2018 بستّة قائمات حزبية وخمسة قائمات مستقلّة وذلك نظرا لعدم تحقيق التناصف العمودي (تحقيق التناصف في رئاسة القائمات)، وقد أسفرت الانتخابات على فوز الحزب بواحد وعشرين مقعدًا من جملة 11 بلدية ورئاسة بلدية زاوية سوسة، بالرغم من ضعف الإمكانيات الماديّة للحزب والميزانية المرصودة للحملة الانتخابية، وكانت القائمات ممثّلة عن كل من :
1. بلدية كسرى من ولاية سليانة ( قائمة مستقلّة)
2. بلدية العمايم من ولاية زغوان (قائمة مستقلّة)
3. بلدية عميرة التوازرة من ولاية المنستير (قائمة مستقلّة)
4. بلدية قرمبالية من ولاية نابل (قائمة مستقلّة)
5. بلدية الفحص من ولاية زغوان (قائمة حزبيّة)
6. بلدية المروج من ولاية بن عروس (قائمة حزبيّة)
7. بلدية تونس من ولاية تونس (قائمة حزبيّة)
8. بلدية حلق الوادي من ولاية تونس (قائمة حزبيّة)
9. بلدية سكرة من ولاية أريانة (قائمة حزبيّة)
10. بلدية العالية من ولاية بنزرت (قائمة حزبيّة)
11. بلدية زاوية سوسة من ولاية سوسة (قائمة حزبيّة)

شارك في الانتخابات التشريعية في 2019 ب22 قائمة انتخابية.

### انتخابات رئاسية
| تاريخ الانتخابات | مرشح الحزب         | الأصوات | الأصوات | الأصوات |
| تاريخ الانتخابات | مرشح الحزب         | العدد   | %       | الترتيب |
| ---------------- | ------------------ | ------- | ------- | ------- |
| 2019             | محمد لطفي المرايحي | 190 221 | 6.56%   | السابع  |

### انتخابات تشريعية
| تاريخ الانتخابات | قائد الحزب         | الأصوات | الأصوات | المقاعد | المقاعد | المقاعد | النتيجة |
| تاريخ الانتخابات | قائد الحزب         | العدد   | %       | العدد   | ±       | الترتيب | النتيجة |
| ---------------- | ------------------ | ------- | ------- | ------- | ------- | ------- | ------- |
| 2019             | محمد لطفي المرايحي | 59924   | 2.09%   | 3 / 217 | ---     | الثامن  |         |

### انتخابات بلدية
| تاريخ الانتخابات | قائد الحزب         | الأصوات | الأصوات | المقاعد    | المقاعد | المقاعد |
| تاريخ الانتخابات | قائد الحزب         | العدد   | %       | العدد      | ±       | الترتيب |
| ---------------- | ------------------ | ------- | ------- | ---------- | ------- | ------- |
| 2018             | محمد لطفي المرايحي | -       | -       | 21 / 7٬212 | ---     | -       |

## وصلات خارجية
- الموقع الرسمي